# Screaming Suicide
«Screaming Suicide» (укр. Кричущий самогубець) — пісня американського рок-гурту Metallica, другий сингл з альбому 72 Seasons (2023).
«Screaming Suicide» стала другим синглом з альбому Metallica 72 Seasons. Вона вийшла 19 січня 2023 року, після синглу «Lux Æterna», і так само стилістично нагадувала «стару» Metallica, хоча й була більш середньотемповою. Основною відмінністю пісні від попередньої творчості гурту був текст пісні, бо раніше Metallica не співала про самогубство настільки відверто. За словами Джеймса Гетфілда, він вирішив зачепити цю табуйовану тематику, щоб описати відчуття, які час від часу з'являються майже в кожної людини: «Зіткнутися з цим — це ніби говорити те, про що мовчать. Але якщо це людський досвід, ми повинні мати можливість про це говорити. Ви не самотні». 